# Alejandro Izquierdo
Alejandro Izquierdo (* 17. Januar 1955 in Mexiko-Stadt; † 31. Mai 2023) ist ein ehemaliger mexikanischer Fußballspieler auf der Position eines Verteidigers.

## Laufbahn
Izquierdo stand während seiner gesamten Profikarriere bei den UANL Tigres unter Vertrag, mit denen er 1976 den mexikanischen Pokalwettbewerb und in den Spielzeiten 1977/78 und 1981/82 die mexikanische Fußballmeisterschaft gewann.
Seinen einzigen Einsatz für die mexikanische Nationalmannschaft absolvierte Izquierdo in einem am 3. August 1975 im Los Angeles Memorial Coliseum ausgetragenen Testspiel gegen die Fußballnationalmannschaft der DDR, das 0:1 verloren wurde.

## Erfolge
- Mexikanischer Meister: 1978, 1982
- Mexikanischer Pokalsieger: 1976